# Cantonul Matignon
Cantonul Matignon este un canton din arondismentul Dinan, departamentul Côtes-d'Armor, regiunea Bretania, Franța.

## Comune
- La Bouillie
- Fréhel
- Hénanbihen
- Hénansal
- Matignon (reședință)
- Pléboulle
- Plévenon
- Ruca
- Saint-Cast-le-Guildo
- Saint-Denoual
- Saint-Pôtan